# Horta de San Juan

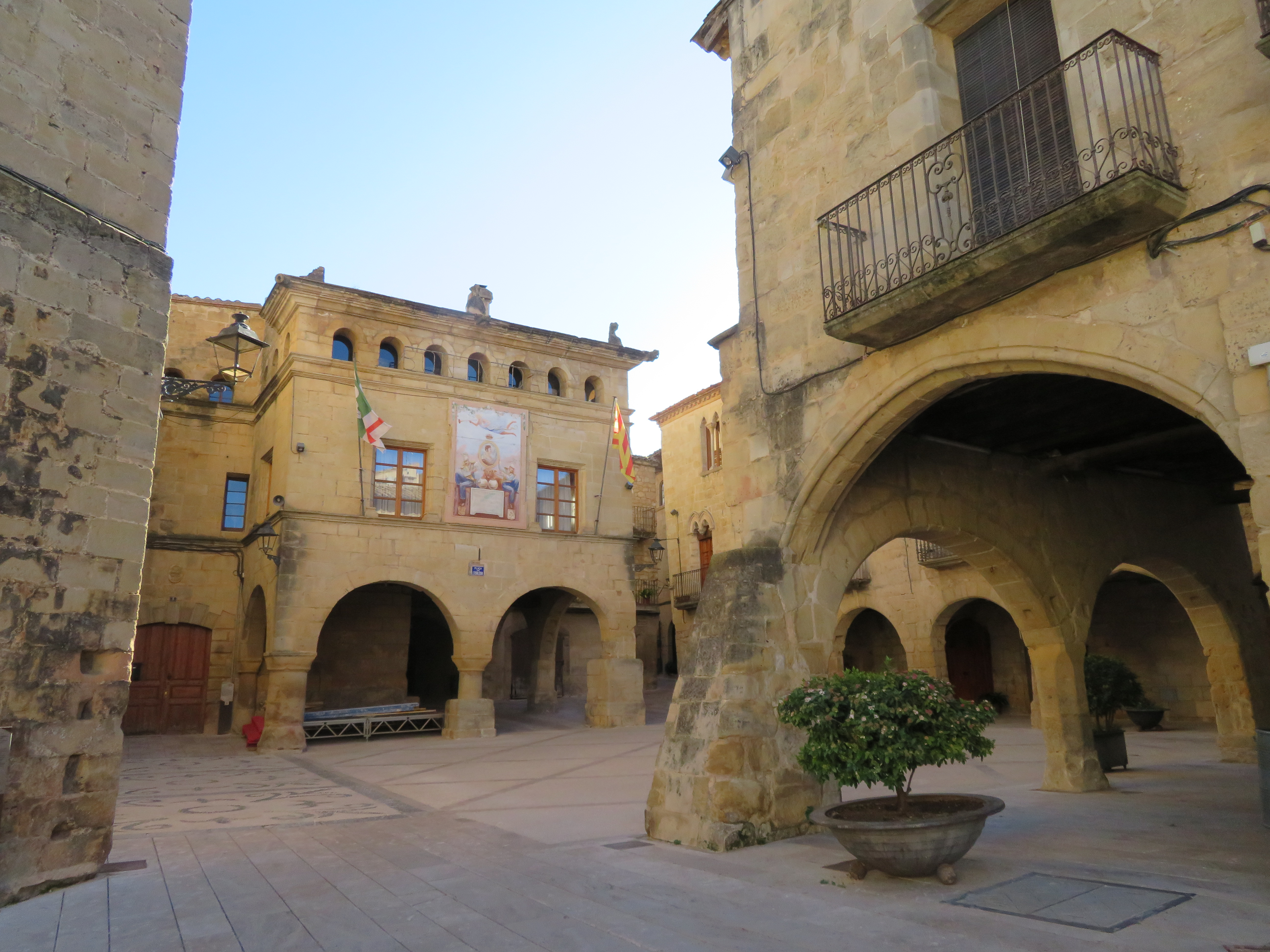
Centro histórico

 Horta de San Juan (oficialmente, en catalán: Horta de Sant Joan) es un municipio y localidad española de la provincia de Tarragona, en la comunidad autónoma de Cataluña. El término municipal, ubicado en la comarca de la Tierra Alta, tiene una población de 1157 habitantes (INE 2024) e incluye el núcleo de Les Montcades.

## Geografía
El municipio está situado en la parte sur de la comarca de Tierra Alta, en el límite con la de Bajo Ebro y con Aragón, de gran extensión y relieve muy accidentado. Incluye el núcleo de población de Les Montcades. La localidad es conocida entre otros por el Centro Picasso.

## Historia
Debido a su ubicación en una pequeña colina con un manantial natural cerca de la cima, Horta ha estado habitada durante siglos. Esto representó también una gran ventaja durante los asedios medievales al no verse obligados a sacar agua de los ríos fuera de la ciudad. Los primeros habitantes fueron los íberos, que vivieron en la zona hasta la llegada de los romanos. En el siglo VIII, Horta, como la mayor parte de España, estaba bajo dominio musulmán, siendo posteriormente reconquistada por los cristianos en el siglo XII. Todavía hay olivos, que fueron plantados por los musulmanes durante su dominio de cuatro siglos.
Hasta la reforma de la nomenclatura municipal de 1916 el municipio se llamaba simplemente Horta. En dicha fecha su nombre fue modificado por el de Horta de San Juan.
Horta de San Juan es la cuna de Manuel Pallarés, amigo y compañero de Pablo Picasso. Picasso pasó algún tiempo en Horta durante su juventud (1897-1898). Se le cita diciendo: " Todo lo que sé lo aprendí en Horta". Picasso volvió más adelante a desarrollar su proto-cubismo (1909). Durante ambas visitas realizó numerosas pinturas y dibujos. Existe un Centro Picasso que organiza exposiciones, simposios y publicaciones sobre el artista. También hay un Ecomuseo del parque natural de los Puertos y un centro de visitantes con mapas e información del hotel.
Durante muchos años el municipio llegó a contar con una estación de ferrocarril propia que pertenecía al trazado del ferrocarril del Val de Zafán, inaugurado en su totalidad en 1942. Además, dentro del término municipal se encontraba situada otra estación, la de Arnés-Lledó. La línea, cuya construcción fue compleja, terminaría siendo clausurada en 1973 debido al escaso tráfico que movía.
En 1997 su casco antiguo fue declarado bien cultural de interés nacional.

## Demografía
Cuenta con una población de 1157 habitantes (INE 2024).
| Gráfica de evolución demográfica de Horta de San Juan entre 1842 y 2021 |
| |
| Población de derecho según los censos de población del INE Población de hecho según los censos de población del INEEn estos censos se denominaba Horta: 1842, 1857, 1860, 1877, 1887, 1897, 1900 y 1910 En estos censos se denominaba Horta de San Juan: 1920, 1930, 1940, 1950, 1960, 1970 y 1981 |

| 1900 | 1930 | 1950 | 1970 | 1981 | 1986 |
| ---- | ---- | ---- | ---- | ---- | ---- |
| 2498 | 2244 | 2173 | 1540 | 1380 | 1395 |

## Administración y política

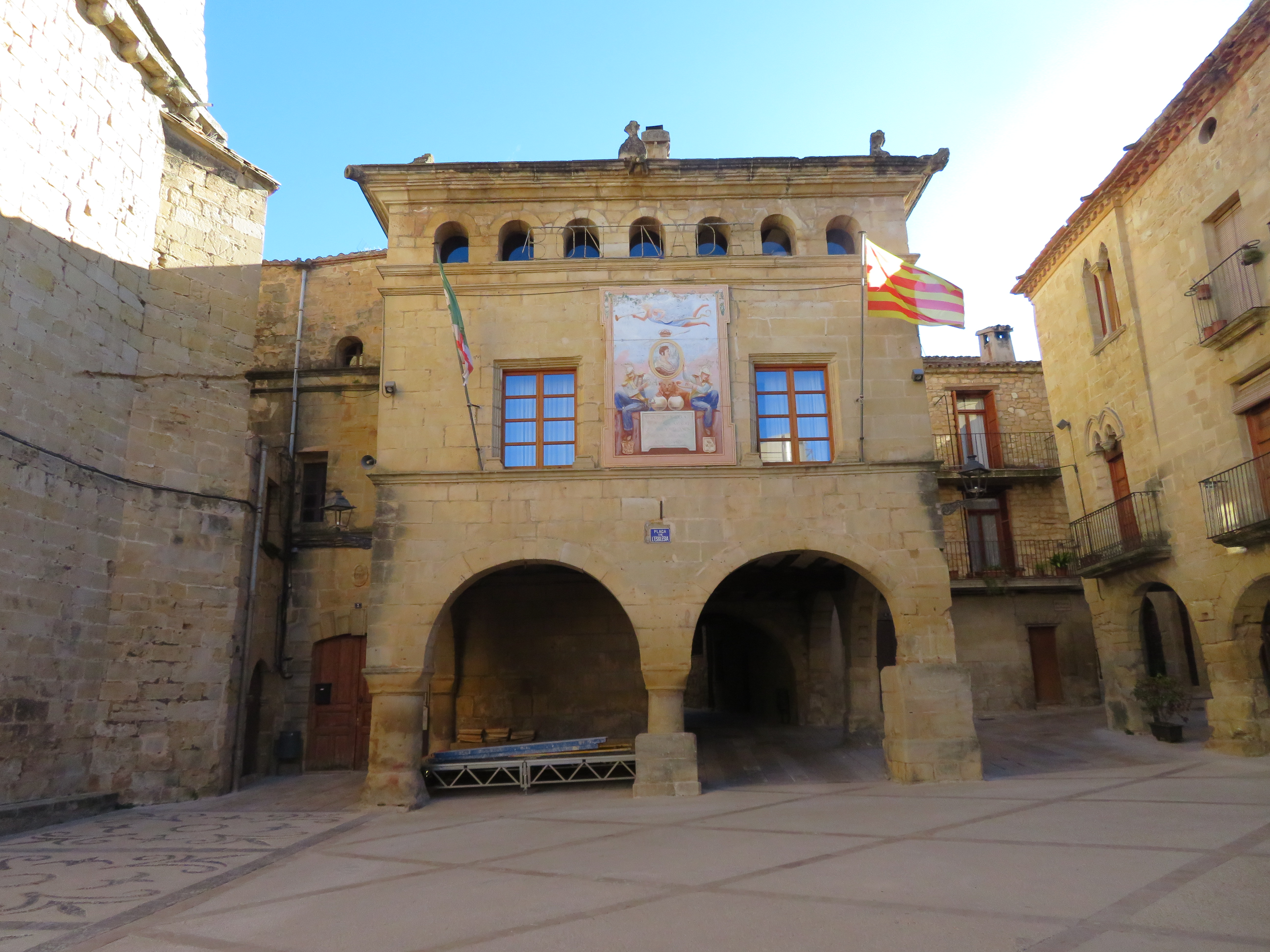
Ayuntamiento

CiU gobernó esta localidad de 1979 hasta 2011. El PP gobernó de 2011 hasta 2015 con José Antolí. El PDeCAT, heredero de CiU gobierna desde 2015 con Joaquim Ferràs (desde 2017 se llama JxCat).

## Patrimonio
- Montaña de Santa Bárbara Conjunto formado por la: 

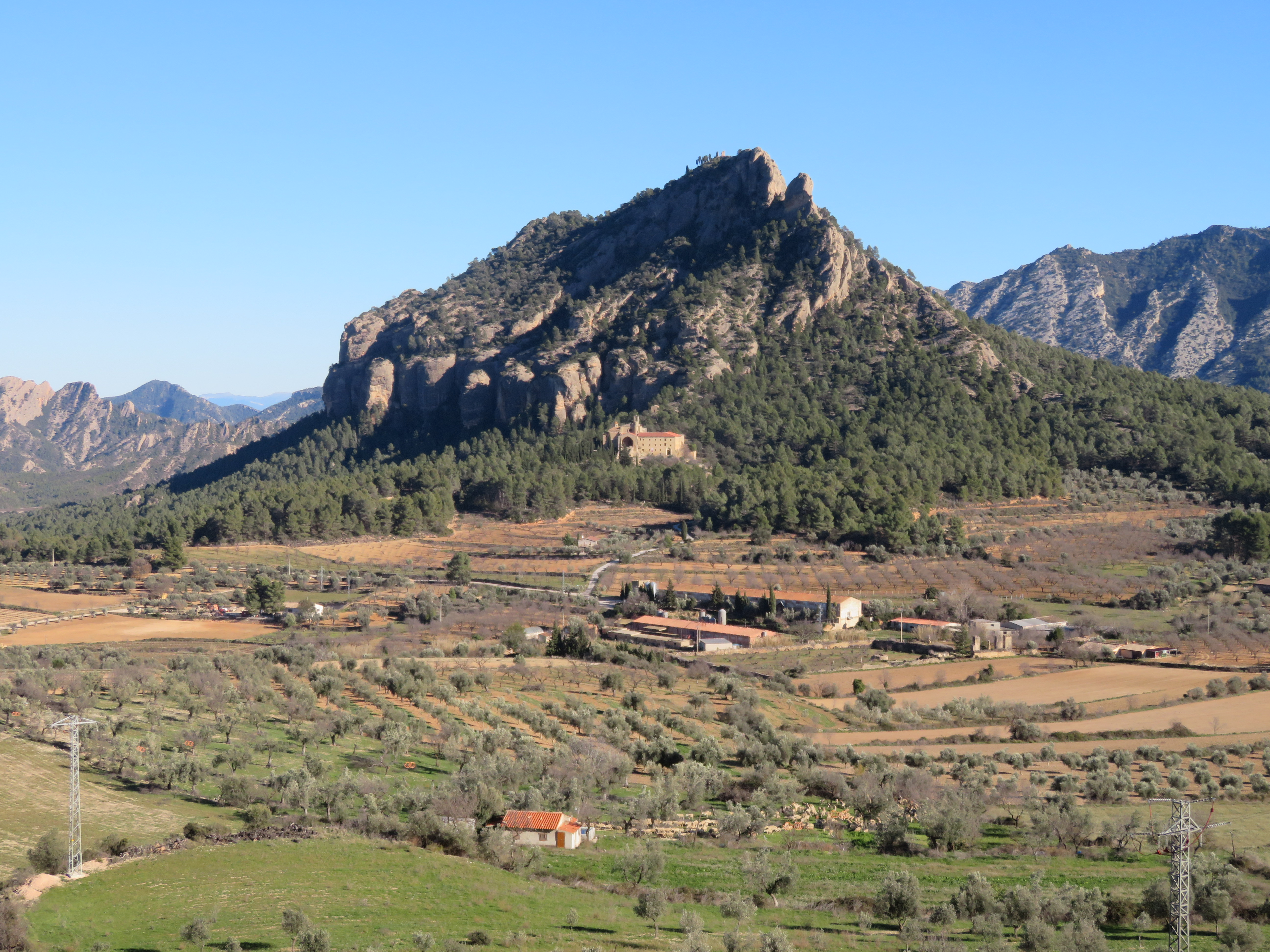
Montaña de Santa Bárbara

  - Casa consistorial - Casa Havanero - Casa Pepo - Casa Colau – Casa Pascualet y la casa Don Pedro
  - Iglesia de San Juan Bautista - Casa Abadía

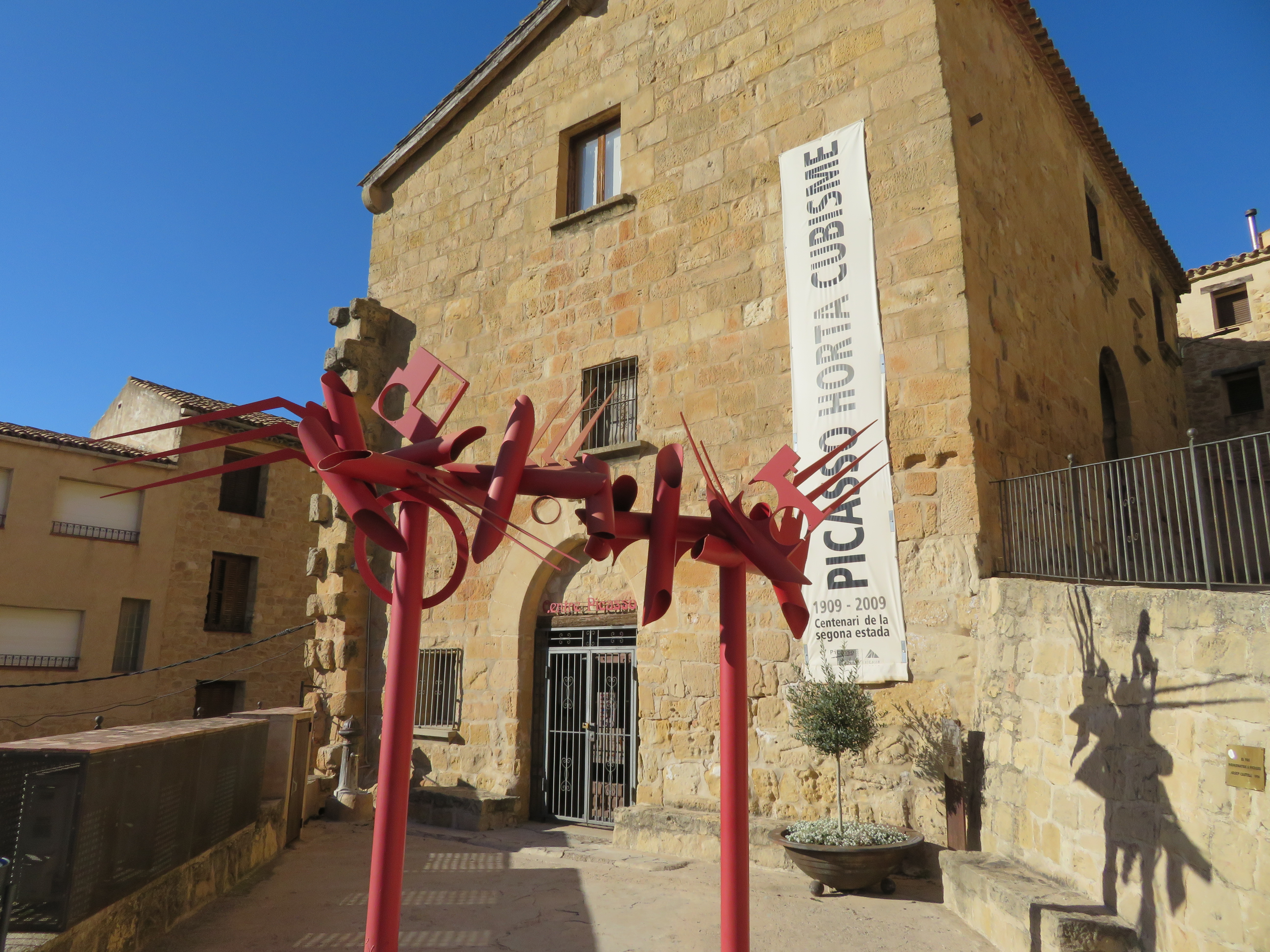
Centro Picasso, museo de arte en Horta de San Juan

- Centro Picasso, museo de arte en Horta de San JuanCasa de la Comanda.
- Convento de San Salvador.
- Casa Pessetes
- Hospital (actual Centro Picasso).
- Parque natural de los Puertos
- Torre del Prior

## Personas notables
- Mel Ramos (1935-2018), pintor.